# Houssen
Houssen település Franciaországban, Haut-Rhin megyében. Lakosainak száma 2358 fő (2022. január 1.). Houssen Colmar, Bennwihr és Ostheim községekkel határos.

## Népesség
A település népességének változása:
| Lakosok száma | 1936 | 2081 | 2186 | 2249 | 2282 | 2327 | 2405 | 2394 | 2358 |
|               | 2013 | 2015 | 2016 | 2017 | 2018 | 2019 | 2020 | 2021 | 2022 |